# فرهنگ‌شهر (اهواز)
فرهنگ‌شهر از شمال نزدیک به شهرک رزمندگان  که در قسمت جنوب غربی اهواز واقع شده است.
به‌دلیل نزدیکی به دانشگاه آزاد اسلامی و همچنین دانشگاه شهید چمران بیشتر شهروندان آن را قشر دانشجو تشکیل داده‌اند.فرهنگ شهر از محلات آرام و خلوت اهواز به شمار می‌آید و میزان امنیت در آن نسبت به سایر نقاط بالاست